# Europa (isola)
L'isola Europa (in francese: Île Europa) è un'isola tropicale di 28 km², nel canale del Mozambico, a circa metà strada tra il Madagascar meridionale e il Mozambico meridionale, a coordinate 22°21'53.72"S 40°21'46.84"E. Ha una linea costiera di 22,2 km, ma nessun porto o baia, solo ancoraggi al largo. Coperta da foreste di mangrovie e boschi, costituisce un importante rifugio della vita selvatica, ma ha modeste risorse naturali per la vita umana.
L'isola è un possedimento francese fin dal 1897 (compresa nel distretto delle Isole Sparse nell'Oceano Indiano), ma è rivendicata dal Madagascar.
L'isola non ha abitanti indigeni né attività economiche; è residente una guarnigione militare francese che mantiene operativa la stazione meteorologica e una pista per aerei non asfaltata lunga circa 1000 m.